# بيلي إت هوليفورت
بيلي إت هوليفورت (بالفرنسية: Belle-et-Houllefort)‏ هي بلدية تقع في إقليم باد كاليه من منطقة نور با دو كاليه في شمال فرنسا. تبلغ مساحة هذه المدينة 9.14 (كم²)، وترتفع عن سطح البحر 40 م، يبلغ عدد سكانها 537 نسمة حسب إحصاء المعهد الوطني للإحصاء والدراسات الاقتصادية سنة 2009 م. وترأس Jules Humières البلدية خلال فترة (2008-2014).